# Faust IV
Az 1973-as Faust IV a Faust nagylemeze. Szerepel az 1001 lemez, amit hallanod kell, mielőtt meghalsz című könyvben.

## Az album dalai
| 1. | Krautrock        | Faust | 11:45 |
| 2. | The Sad Skinhead | Faust | 2:33  |
| 3. | Jennifer         | Faust | 7:09  |

| 1. | Just a Second (Starts Like That)                      | Faust | 3:35 |
| 2. | Picnic on a Frozen River (Deuxième Tableau)           | Faust | 7:53 |
| 3. | Läuft...Heißt das es läuft oder es kommt bald...Läuft | Faust | 3:35 |
| 4. | Run                                                   | Faust | 3:37 |
| 5. | It's a Bit of a Pain                                  | Faust | 3:08 |

## Közreműködők
- Werner "Zappi" Diermaier – dob
- Hans Joachim Irmler – orgona
- Jean-Hervé Péron – basszusgitár
- Rudolf Sosna – gitár, billentyűk
- Gunter Wüsthoff – szintetizátor, szaxofon

## Fordítás
Ez a szócikk részben vagy egészben a Faust IV című angol Wikipédia-szócikk ezen változatának fordításán alapul.  Az eredeti cikk szerkesztőit annak laptörténete sorolja fel. Ez a jelzés csupán a megfogalmazás eredetét és a szerzői jogokat jelzi, nem szolgál a cikkben szereplő információk forrásmegjelöléseként.